# Bray-Saint-Christophe
Bray-Saint-Christophe är en kommun i departementet Aisne i regionen Hauts-de-France i norra Frankrike. Kommunen ligger  i kantonen Saint-Simon som ligger i arrondissementet Saint-Quentin. År 2022 hade Bray-Saint-Christophe 65 invånare.

## Befolkningsutveckling
Antalet invånare i kommunen Bray-Saint-Christophe
Referens: INSEE